# Paul Whiteman
Paul Whiteman, también llamado Pops (Denver, 28 de marzo de 1890-Doylestown, 29 de diciembre de 1967), fue un director de orquesta estadounidense y violinista de jazz tradicional. Alcanzó junto a su formación, la Whiteman Band, gran popularidad en los años 1920 por sus trabajos en el mundo de las variedades y el music hall. En 1924 dirigió el estreno de la obra Rhapsody in Blue que había encargado al compositor George Gershwin. 
Por su grupo se dieron a conocer solistas como Bing Crosby, el cornetista Bix Beiderbecke, los trompetistas Harry Busse, Red Nichols, Andy Secrest y Bunny Berigan. También trombonistas como Bill Rank, Jack Teagarden o Tommy Dorsey, los saxofonistas Frankie Trumbauer, Jimmy Dorsey, el violinista Joe Venuti, el guitarra Eddie Lang y la cantante Mildred Bailey.
Con la llegada del swing, la popularidad de Whiteman fue decayendo hasta que en los años 1940 se retiró para llevar la dirección de la American Broadcasting Corporation (ABC).

## Legado e influencia

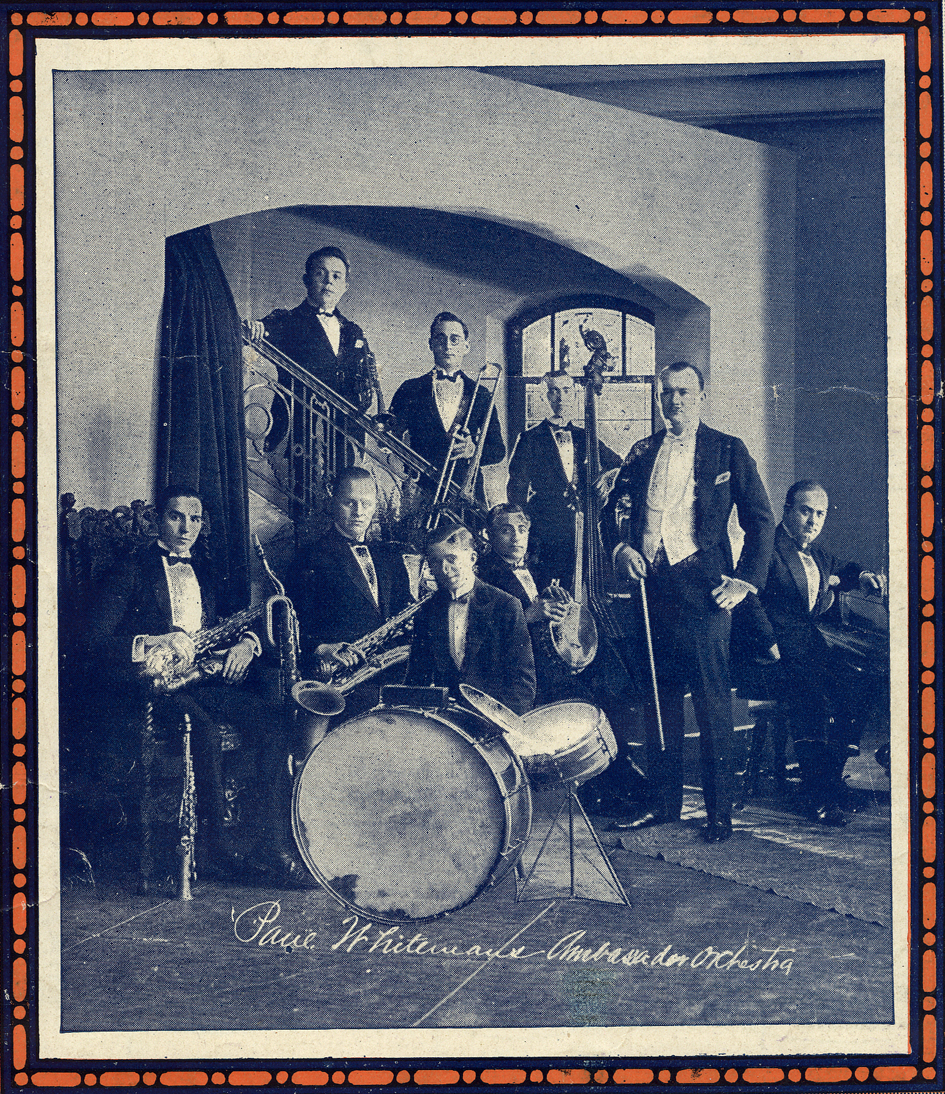
Whiteman Band en 1921.

La influencia de Whiteman y su orquesta fue grande durante la época del jazz, aunque Whiteman no hacía propiamente jazz. Otros líderes rivales de la época como Isham Jones y Fletcher Henderson rivalizaban con Whiteman, contando con músicos de primera tales como Coleman Hawkins, Don Redman (Henderson) y su estilo se caracterizaba más como hot y el de Jones en un tipo suave y lírico. Estos dos estaban detrás de Whiteman, solo en popularidad, y eran magníficos directores de orquesta y arreglistas y eran mejores (como músicos) que Whiteman. Fue un impulsor de las big bands y del tipo de jazz «sinfónico», realizando las grabaciones más populares de la época que luego se convertirían en estándares (Tales como «China Boy», «Whispering», etc) y fue uno de los líderes de orquesta más populares de los años 1920.